# Joan Dalmau
Joan Dalmau Comas (Moncada y Reixach, Barcelona, 19 de febrero de 1927 - Coria del Río, Sevilla, 5 de febrero de 2013) fue un actor español de cine, televisión y teatro.

## Biografía
Joan Dalmau fue un actor que en sus orígenes estaba vinculado al mundo del teatro. En 1997 fue dirigido por Montxo Armendáriz en Secretos del corazón, donde interpretó a un hombre que invitaba a su mejor amigo, dolorido por el recuerdo de la muerte de su hijo, a abrirse de nuevo al mundo exterior. Cuatro años después, el mismo director le dio la oportunidad, en Silencio roto, de ofrecer la otra cara del personaje: un señor mayor, cuyo hijo -un maquis- había sido asesinado por sus compañeros, fallecimiento que su mujer -Asunción Balaguer- le ocultó para mantenerlo con vida.
En 2003 David Trueba le dio el papel de Miralles en Soldados de Salamina, la adaptación de la novela de Javier Cercas. En ella, Joan Dalmau se convirtió en la encarnación del individuo olvidado, el héroe anónimo, cuya memoria es reivindicada. Dalmau obtuvo una candidatura a los Premios Goya y que perdió frente a Eduard Fernández, quien le dedicó la estatuilla y quien recordó a la platea que Dalmau le trató con muchísimo respeto cuando él solo era un figurante.
En Mar adentro interpretó al padre de Ramón Sampedro. En La noche del hermano reforzó de su perfil del hombre que afronta el fallecimiento de sus hijos, esta vez asesinados por su propio nieto; el hombre terco esta vez incapaz de sacrificar sus pequeñas alegrías -fumar, volver a montar en el asiento de piloto en un avión-... En Vida y color incorporó a otro abuelo que le enseñaba a su nieto sus ideales republicanos, que vivía bajo el recuerdo de una amistad truncada por la guerra y que solo deseaba vivir para brindar por la muerte de Francisco Franco, sin conseguirlo.
Al concluir dichos trabajos, Dalmau grabó un episodio de la serie Vientos de agua, interpretando a un hombre mayor que ve morir a un nieto por sus ideales y al otro huyendo de España ante el estallido de la Guerra Civil. Acto seguido, trabajó en tres rodajes más: La luna en la botella (2006), Monso (2006) y  La caja (2006).
Falleció el 5 de febrero de 2013 en su casa de Coria del Río, Sevilla.

## Filmografía parcial
- Los ojos de Julia (2010)
- Fuga de cerebros (2009)
- Myway (2008)
- El club de los suicidas (2007)
- Tangoway.
- La luna en la botella (2006)
- Monso (2006)
- La caja (2006)
- Àngels i Sants (7 episodios, 2006)
- Vientos de agua (1 episodio, 2006)
- La noche del hermano (2005)
- Vida y color (2005)
- 15 días contigo (2005)
- Mar adentro (2004)
- Soldados de Salamina (2003)
- Silencio roto (2001)
- Las huellas borradas (1999)
- El pianista (1998)
- Secretos del corazón (1997)
- El crimen del cine Oriente (1996)
- Habanera 1982 (1992)
- Si te dicen que caí (1989)
- Mi general (1987)
- Cicle Ibsen (1 episodio, 1984)
- Actores en primera plana (1 episodio, 1983)
- Estudio 1 (2 episodios, 1982)
- Viuda, pero menos (1 episodio, 1982)

## Teatro
- La casa de las chivas
- Memoria del tiempo
- Viento contra viento
- Querido Chejov
- La familia del anticuario
- Don Juan Tenorio
- La verbena de la Paloma

## Premios
Premios Goya
- Candidato al Premio Goya a la mejor interpretación masculina de reparto (2003).

Unión de Actores
- Candidato al premio de mejor actor de reparto de cine (2004).
- Candidato al premio de mejor actor secundario de cine (2003).

Premios Sant Jordi de Cine
- Mejor actor de cine (2003).